# Lluita als Jocs Olímpics d'estiu de 1920 - lluita lliure masculina pes pesant
La prova del pes pesant de lluita lliure fou una de les cinc de lluita lliure que es disputaren als Jocs Olímpics d'Anvers de 1920. Com la resta de proves de lluita sols hi podien participar homes. Els lluitadors que participaven en aquesta categoria havien de pesar més de 82,5 quilograms. La competició es disputà entre el 25 i el 27 d'agost i hi van prendre part 8 participants, en representació de 5 països.

## Medallistes
| Or                | Plata               | Bronze                               |
| Robert Roth (SUI) | Nat Pendleton (USA) | Fred Meyer (USA) Ernst Nilsson (SUI) |

## Classificació final
|  | Quarts de final 25 d'agost | Quarts de final 25 d'agost |                     |                     | Semifinals 27 d'agost | Semifinals 27 d'agost |  |  | Final 27 d'agost | Final 27 d'agost |
|  |                            |                            |                     |                     |                       |                       |  |  |                  |                  |
|  |                            |                            |                     |                     |                       |                       |  |  |                  |                  |
|  |                            |                            |                     |                     |                       |                       |  |  |                  |                  |
|  | Robert Roth (SUI)          | W                          |                     |                     |                       |                       |  |  |                  |                  |
|  | Robert Roth (SUI)          | W                          |                     |                     |                       |                       |  |  |                  |                  |
|  | Jussi Salila (FIN)         | L                          |                     |                     |                       |                       |  |  |                  |                  |
|  | Jussi Salila (FIN)         | L                          | Robert Roth (SUI)   | W                   |                       |                       |  |  |                  |                  |
|  |                            |                            | Robert Roth (SUI)   | W                   |                       |                       |  |  |                  |                  |
|  |                            | Fred Meyer (USA)           | L                   |                     |                       |                       |  |  |                  |                  |
|  | Fred Meyer (USA)           | Fred Meyer (USA)           | L                   | W                   |                       |                       |  |  |                  |                  |
|  | Fred Meyer (USA)           |                            |                     | W                   |                       |                       |  |  |                  |                  |
|  | Frederick Mason (GBR)      | L                          |                     |                     |                       |                       |  |  |                  |                  |
|  | Frederick Mason (GBR)      | L                          | Robert Roth (SUI)   | W                   |                       |                       |  |  |                  |                  |
|  |                            |                            | Robert Roth (SUI)   | W                   |                       |                       |  |  |                  |                  |
|  |                            | Nat Pendleton (USA)        | L                   |                     |                       |                       |  |  |                  |                  |
|  | Nat Pendleton (USA)        | Nat Pendleton (USA)        | L                   | W                   |                       |                       |  |  |                  |                  |
|  | Nat Pendleton (USA)        |                            |                     | W                   |                       |                       |  |  |                  |                  |
|  | Sven Mattsson (FIN)        | L                          |                     |                     |                       |                       |  |  |                  |                  |
|  | Sven Mattsson (FIN)        | L                          | Nat Pendleton (USA) | W                   | Tercer lloc           | Tercer lloc           |  |  |                  |                  |
|  |                            |                            | Nat Pendleton (USA) | W                   | Tercer lloc           | Tercer lloc           |  |  |                  |                  |
|  |                            | Ernst Nilsson (SWE)        | L                   |                     |                       |                       |  |  |                  |                  |
|  | Ernst Nilsson (SWE)        | Ernst Nilsson (SWE)        | L                   | W                   | Fred Meyer (USA)      | empat                 |  |  |                  |                  |
|  | Ernst Nilsson (SWE)        |                            |                     | W                   | Fred Meyer (USA)      | empat                 |  |  |                  |                  |
|  | Archie MacDonald (GBR)     | L                          |                     | Ernst Nilsson (SWE) | empat                 |                       |  |  |                  |                  |
|  | Archie MacDonald (GBR)     | L                          |                     |                     | empat                 |                       |  |  |                  |                  |
|  |                            |                            |                     |                     |                       |                       |  |  |                  |                  |
|  |                            |                            |                     |                     |                       |                       |  |  |                  |                  |